# Nuragus
Nuragus (sardinski: Nuràgus) je grad i općina (comune) u pokrajini Južnoj Sardiniji u regiji Sardiniji, Italija. Nalazi se na nadmorskoj visini od 359 metara i ima 913 stanovnika.
 Prostire se na 19,90 km². Gustoća naseljenosti je 46 st/km².
Susjedne općine su: Isili, Nurallao, Gesturi, Genoni i Laconi.